# Osmia tingitana
Osmia tingitana is een vliesvleugelig insect uit de familie Megachilidae. De wetenschappelijke naam van de soort is voor het eerst geldig gepubliceerd in 1969 door Benoist.